# Heversham with Milnthorpe
Heversham with Milnthorpe var en civil parish 1866–1896 när den delades mellan nybildade civil parishes Heversham och Milnthorpe, i grevskapet Cumbria i England. Civil parish var belägen 10 km från Kendal och hade 1 455 invånare år 1891. Det inkluderade Ackenthwaite, Heversham, Leasgill, Milnthorpe och Woodhouse.